# Conservatoire national supérieur d'art dramatique
Le Conservatoire national supérieur d'art dramatique (CNSAD) est un établissement public à caractère administratif, établissement-composante de l'université PSL, classé conservatoire national supérieur, placé sous la tutelle du ministère de la Culture. Il est né le 7 octobre 1946 de la scission avec le Conservatoire national supérieur de musique et de danse de Paris, avec qui il formait jusqu'alors le Conservatoire national de musique et d'art dramatique.

## Historique

### Avant 1946
Le Conservatoire fait d'abord partie du Conservatoire de musique et de déclamation, anciennement École royale de chant et de déclamation fondée en 1784 puis, en 1786, École royale de l'art dramatique. La déclamation était vue, aux débuts du conservatoire en 1795, comme une partie de la formation musicale.
C'est le décret du 3 mars 1806 qui met en place un enseignement indépendant pour l'art dramatique. Par la suite, la déclamation ne connaît pas d'emblée une autonomie complète dans l'enseignement du conservatoire. Les élèves comédiens figuraient aux côtés de leurs homologues musiciens lors des séances de remises de prix ou des exercices publics, qui avaient lieu occasionnellement sous la Restauration et beaucoup plus régulièrement à partir de 1841.
En 1943, il fait l'objet d'une décoration murale de trois panneaux peints par Maurice Brianchon et son épouse Margueritte Louppe.

### Depuis 1946
Le 7 octobre 1946, le Conservatoire de musique et d'art dramatique est divisé en deux : la musique d’une part et l'art dramatique de l'autre, dans un nouvel établissement : le Conservatoire national d'art dramatique. La musique et la danse restent rue de Madrid et l'art dramatique revient à l'hôtel des Menus-Plaisirs, qui avait abrité l'établissement jusqu'en 1911. Le conservatoire devient ensuite Conservatoire national supérieur d'art dramatique en 1968 avec Antoine Vitez.

## Organisation

### Statut
Le décret no 2011-557 du 20 mai 2011 prévoit que le Conservatoire national supérieur d'art dramatique est un établissement public à caractère administratif placé sous la tutelle du ministère de la Culture, exercée par la direction générale de la Création artistique.
L'établissement est administré par un conseil d'administration dont le président est nommé par décret pour un mandat de trois ans renouvelable.
Il est dirigé par un directeur, nommé pour une durée de trois ans par arrêté du ministre chargé de la culture et assisté par un conseil des études.

### Présidence
En 2012, Hervé-Adrien Metzger, conseiller maître à la Cour des comptes, devient le premier président du conseil d'administration du CNSAD. 
En 2015, Hortense Archambault, directrice de la MC93 lui succède comme présidente du conseil d'administration (CA). Son mandat est renouvelé en 2018.
En 2021, Anne Loiret devient présidente du CA du CNSAD.

### Direction
- 1946-1955 : Paul Abram
- 1955-1967 : Roger Ferdinand
- 1968-1974 : Pierre-Aimé Touchard
- 1974-1983 : Jacques Rosner
- 1983-1992 : Jean-Pierre Miquel
- 1993-2001 : Marcel Bozonnet
- 2001-2007 : Claude Stratz
- 2007-2007 : Joël Jouanneau (intérim)
- 2007-2013 : Daniel Mesguich
- 2013-2023 : Claire Lasne Darcueil[10]
- Depuis 2023 : Sandy Ouvrier

## Enseignement

### Au CNSAD
Le concours d’entrée suit une sélection préalable et procède en trois tours.
L’enseignement cherche à allier tradition et modernité et combine classe et atelier. 

### Après le CNSAD: le JTN
Pour les articles homonymes, voir JTN (homonymie).
Depuis 1971, le Jeune théâtre national (JTN) favorise l’entrée dans la vie professionnelle des jeunes artistes issus du Conservatoire national supérieur d'art dramatique et de l'École supérieure d'art dramatique du théâtre national de Strasbourg. En leur offrant un espace pour rencontrer des metteurs en scène ou expérimenter leur projet, en finançant leur contribution à certains spectacles, le JTN accompagne les débuts des jeunes comédiens. Association loi de 1901, le JTN est subventionné par le ministère de la Culture.
De fait, un élève qui sort du Conservatoire (ou du TNS) bénéficie pendant 3 ans du support du JTN. Pendant cette période, les cachets du comédien sont en partie pris en charge par l'État. Ainsi, les metteurs en scène ou réalisateurs peuvent embaucher des comédiens issus de ces formations prestigieuses en faisant des économies sur les salaires. On retrouve aussi bien souvent des anciens élèves de ces deux écoles dans le théâtre public : à la Comédie-Française, au théâtre Nanterre-Amandiers, au théâtre national de la Colline, etc.

### Les locaux
L'établissement est installé depuis 1946 à l'hôtel des Menus-Plaisirs, rue Bergère (actuellement rue du Conservatoire) dans le 9e arrondissement de Paris, qui avait abrité le Conservatoire de musique et de déclamation jusqu'en 1911.
Le théâtre du conservatoire accueille aujourd'hui les ateliers d'élèves dans l'ancienne salle du Conservatoire qui, du fait de sa restauration, ne peut plus accueillir de concerts.

## Anciens élèves
L'établissement a formé depuis une cinquantaine d'années nombre des éminents comédiens qui ont fait la réputation du théâtre et du cinéma français, dont liste non exhaustive ci-dessous.
- Jean-Hugues Anglade
- Ariane Ascaride
- Sabine Azéma
- Jeanne Balibar
- Jean-François Balmer
- Marie-Christine Barrault
- Antoine Basler
- Nathalie Baye
- Jean-Paul Belmondo
- Richard Berry
- Christine Boisson
- Valérie Bonneton
- Paul Borne
- Carole Bouquet
- Didier Bourdon
- Jean-Luc Boutté
- Rachida Brakni
- Anne Brochet
- Julie Brochen
- Audrey Brohy
- Éric Caravaca
- Amira Casar
- Maria Casarès
- Judith Chemla
- Patrick Chesnais
- Jonathan Cohen
- Dominique Collignon-Maurin
- Bruno Cremer
- Jean-Pierre Darroussin
- Scali Delpeyrat
- Jérôme Deschamps
- Amandine Dewasmes
- Mélanie Doutey
- Valérie Dréville
- Claude Duparfait
- Anny Duperey
- André Dussollier
- Éric Elmosnino
- Françoise Fabian
- Christine Fersen
- Thierry Frémont
- Catherine Frot
- Grégory Gadebois
- Xavier Gallais
- Guillaume Gallienne
- Michel Galabru
- Nicole Garcia
- Louis Garrel
- Isabelle Gélinas
- Denise Gence
- Éric Génovèse
- Marie-Pierre de Gérando
- Bernard Giraudeau
- Annie Girardot
- India Hair
- Marina Hands
- Clotilde Hesme
- Catherine Hiegel
- Robert Hirsch
- Isabelle Huppert
- Francis Huster
- Atmen Kelif
- Tewfik Jallab
- Sandrine Kiberlain
- Samuel Labarthe
- Audrey Lamy
- Jacques Lassalle
- Samuel Le Bihan
- Xavier Legrand
- Vincent Macaigne
- Jean-Pierre Marielle
- Madeleine Marion
- Muriel Mayette
- Maria de Medeiros
- Daniel Mesguich
- Ludmila Mikaël
- Jean-Pierre Mocky
- Jeanne Moreau
- Anna Mouglalis
- Pierre Niney
- Stanislas Nordey
- Vincent Perez
- Francis Perrin
- Gérard Philipe
- Patrick Pineau
- Vimala Pons
- Denis Podalydès
- Caroline Proust
- Bruno Putzulu
- Olivier Py
- Aurélien Recoing
- Robin Renucci
- Dominique Reymond
- Christophe Reymond
- Claude Rich
- Muriel Robin
- Sebastian Roché
- Jean Rochefort
- Jean-Paul Roussillon
- Éric Ruf
- Laurent Stocker
- Céline Sallette
- Catherine Samie
- Thomas Scimeca
- Nada Strancar
- Sylvie Testud
- Guillaume de Tonquédec
- Philippe Torreton
- Dominique Valadié
- Jacques Villeret
- Jacques Weber

## Au cinéma
- 2001 : Les Rois mages de Bernard Campan et Didier Bourdon
- 2023 : Rue du Conservatoire de Valérie Donzelli

#### Textes officiels
- France. « Décret no 2011-557 du 20 mai 2011 portant statut du Conservatoire national supérieur d'art dramatique » [lire en ligne]
- France. « Décret du 6 décembre 2013 portant nomination de la directrice du Conservatoire national supérieur d'art dramatique - Mme Lasne Darcueil (Claire) » [lire en ligne]
- France. « Décret du 22 août 2018 portant nomination de la présidente du conseil d'administration du Conservatoire national supérieur d'art dramatique - Mme Archambault (Hortense) » [lire en ligne]